# Ямсовейское нефтегазоконденсатное месторождение
Ямсове́йское нефтегазоконденса́тное месторожде́ние — месторождение природного газа и газового конденсата, расположенное на территории Ямало-Ненецкого автономного округа России в 400 км к юго-востоку от Салехарда. Находится на севере Западно-Сибирской нефтегазоносной провинции в пределах Надым-Пурской нефтегазоносной области.
Месторождение открыто в 1970 году. Его начальные запасы по категории А+В+С1 оцениваются в 477 млрд м³ газа. Его площадь составляет 450 км2. Залежи находятся на глубине 0,9 — 1 км. Промышленная эксплуатация месторождения началась в 1997 году. На сегодняшний день оно является одним из крупнейших в России по суточной добыче. За период разработки из месторождения отобрано около 300 млрд м³ газа.
Для поддержания уровня добычи в 2010 году на месторождении были дополнительно введены в эксплуатацию 6 наклонно-направленных скважин Ярейской площади (1,25 млрд м³ газа в год).